# EDA-S
Engins de débarquement amphibie standards (EDA-S) je perspektivní třída vyloďovacích člunů francouzského námořnictva vyvinutých pro nasazení z vrtulníkových výsadkových lodí třídy Mistral. Ve službě nahradí francouzským námořnictvem provozovaná plavidla typu CTM, oproti kterým budou mít zejména větší nosnost, dvojnásobnou rychlost a lepší nautické vlastnosti. Na rozdíl od CTM navíc unesou hlavní bojový tank Leclerc. Ve službě se budou doplňovat s hybridními katamarany EDA-R. Plavidla EDA-S jsou kompatibilní s dalšími výsadkovými plavidly zemí NATO (např. třída San Antonio) i mimo ně (třída Makassar). Čluny budou pojmenovány po středověkých zbraních. Prototyp byl pojmenován Arbalète (česky: kuše).

## Stavba
Veřejnosti byly čluny poprvé představeny na veletrhu Euronaval 2018. Zakázku na dodání čtrnácti vyloďovacích člunů získala v lednu 2019 francouzská společnost CNIM. Dodávky proběhnou ve dvou sériích šesti a osmi kusech. Dodání prvních dvou kusů je plánováno na přelom let 2020/2021. Následně budou obě plavidla testována. Roku 2021 má začít stavba dalších čtyř člunů, které budou dokončeny roku 2022. Tím bude zkompletována první série (Tranche 1) a na ně naváže druhá série osmi plavidel (Tranche 2).
Slavnostní první řezání oceli na prototypové plavidlo Arbalète (L9100) proběhlo v říjnu 2019 v loděnici SOCARENAM v Saint-Malo. Prototypy Arbalète a Arquebuse námořnictvo převzalo v červenci 2021. Poté začalo přibližně půlroční období testování. Oba čluny námořnictvo převzalo v listopadu 2021.

## Konstrukce
Plavidlo má nosnost 65 tun nákladu (maximálně až 80 tun). Bylo navrženo pro přepravu rodiny vozidel vyvinutých v rámci programu Scorpion, tedy modernizované tanky Leclerc XLR, kolové transportéry Griffon, kolové bojové vozidlo Jaguar a obrněná vozidla Serval. Náklad dokáže dopravit na pláž s hloubkou menší než jeden metr. Nákladová paluba je přístupná po příďové a záďové rampě (roll-on roll-off). Výsadková loď třídy Mistral pojme až čtyři plavidla EDA-S, nebo jedno ERA-R a dvě EDA-S. Pohonný systém tvoří dva diesely Scania Di16 o celkovém výkonu 1600 hp, pohánějící dva lodní šrouby. Nejvyšší rychlost dosahuje 16 uzlů. Dosah je 300 námořních mil.